# Olympische Sommerspiele 1992/Teilnehmer (Kroatien)
| Gelbes Symbol für Goldmedaillen mit stilisierten Olympischen Ringen | Graues Symbol für Silbermedaillen mit stilisierten Olympischen Ringen | Braundes Symbol für Bronzemedaillen mit stilisierten Olympischen Ringen |
| ------------------------------------------------------------------- | --------------------------------------------------------------------- | ----------------------------------------------------------------------- |
| —                                                                   | 1                                                                     | 2                                                                       |

Kroatien nahm an den Olympischen Sommerspielen 1992 in Barcelona mit einer Delegation von 39 Athleten (36 Männer und drei Frauen) teil. Es war die insgesamt zweite Teilnahme an Olympischen Spielen nach der Erklärung der Unabhängigkeit von Jugoslawien.

## Medaillengewinner

### Silber
| Name | Sportart   | Wettkampf     |
| --- | ---------- | ------------- |
| Vladan Alanović, Franjo Arapović, Danko Cvjetićanin, Toni Kukoč, Alan Gregov, Arijan Komazec, Aramis Naglić, Velimir Perasović, Dražen Petrović, Dino Rađa, Žan Tabak & Stojko Vranković | Basketball | Männerturnier |

### Bronze
| Name                           | Sportart | Wettkampf      |
| ------------------------------ | -------- | -------------- |
| Goran Ivanišević               | Tennis   | Männer, Einzel |
| Goran Ivanišević & Goran Prpić | Tennis   | Männer, Doppel |

## Teilnehmer nach Sportarten

### Basketball
- Männerturnier
Silber

- Kader
Vladan Alanović
Franjo Arapović
Danko Cvjetićanin
Alan Gregov
Arijan Komazec
Toni Kukoč
Aramis Naglić
Velimir Perasović
Dražen Petrović
Dino Rađa
Žan Tabak
Stojko Vranković

### Boxen
- Željko Mavrović
Männer, Schwergewicht: 2. Runde

### Kanu
- Danko Herceg
Männer, Canadier-Einer, Slalom: 9. Platz

- Zvonimir Krznarić
Männer, Kajak-Einer, 500 Meter: Hoffnungslauf
Männer, Kajak-Einer, 1000 Meter: Hoffnungslauf

- Stjepan Perestegi
Männer, Canadier-Einer, Slalom: 23. Platz

- Vlado Poslek
Männer, Canadier-Einer, 1000 Meter: Halbfinale

### Leichtathletik
- Ivan Mustapić
Männer, Speerwurf: 17. Platz

- Branko Zorko
Männer, 1500 Meter: Halbfinale

### Reiten
- Hermann Weiland
Springen, Einzel: 72. Platz in der Qualifikation

### Ringen
- Stipe Damjanović
Männer, Schwergewicht, griechisch-römisch: 2. Runde

### Rudern
- Zlatko Bužina & Marko Perinović
Männer, Zweier ohne Steuermann: 10. Platz

- Marko Banović, Aleksandar Fabijanić, Sead Marušić, Goran Puljko & Ninoslav Saraga
Männer, Vierer mit Steuermann: 7. Platz

### Schießen
- Jasminka Francki
Frauen, Luftgewehr: 15. Platz
Frauen, Kleinkaliber, Dreistellungskampf: 12. Platz

- Suzana Skoko
Frauen, Luftgewehr: 23. Platz
Frauen, Kleinkaliber, Dreistellungskampf: 5. Platz

- Mirela Skoko-Kovačević-Ćelić
Frauen, Luftpistole: 11. Platz
Frauen, Sportpistole: 4. Platz

- Željko Vadić
Trap: 33. Platz

### Segeln
- Karlo Kuret
Männer, Finn-Dinghy: 22. Platz

- Bojan Grego & Sebastijan Miknić
Flying Dutchman: 22. Platz

### Tennis
- Goran Ivanišević
Männer, Einzel: Bronze 
Männer, Doppel: Bronze

- Goran Prpić
Männer, Einzel: 2. Runde
Männer, Doppel: Bronze

### Tischtennis
- Zoran Primorac
Männer, Einzel: 9. Platz
Männer, Doppel: 9. Platz

- Dragutin Šurbek
Männer, Doppel: 9. Platz